# Верхняя Вольта с ракетами
Верхняя Вольта с ракетами — крылатое выражение, использовавшееся в отношении СССР. Означает сочетание низкого жизненного уровня населения и мощного современного вооружения.

## История
Первое известное упоминание о «Верхней Вольте с ракетами» датируется осенью 1983 года: 28 октября 1983 года в британском еженедельнике New Statesman была опубликована рецензия на две новые книги об СССР, включая книгу Эндрю Кокбёрна «Угроза: советская военная машина изнутри» (Cockburn A. Threat: Inside the Soviet Military Machine). Кокбёрн писал, что западные политики преувеличивают советскую военную мощь, чтобы обосновать собственные военные программы. Между тем, по мнению Кокбёрна, советские технологии на десятилетия отставали от западных. По мнению рецензента New Statesman, многое в книге Кокбёрна верно, однако Кокбёрн не свободен от «антироссийского расизма, стремящегося изобразить Советский Союз как страну слабую и варварскую одновременно… Русские изображаются с расистским оттенком: какая-то кучка грязных мужиков, прикидывающихся великой державой, — „Верхняя Вольта с ракетами“, как пошучивают дипломаты в Москве».
Но широкое распространение выражение «Верхняя Вольта с ракетами» получило уже в годы Перестройки. В российской печати оно нередко приписывалась Маргарет Тэтчер, а в германской печати — Гельмуту Шмидту.
В 1999 году британский журналист Ксан Смайли (Xan Smiley) в своем письме на интернет-сайте POGO. Center for defense information заявил: «В качестве авторов этого выражения называли Генри Киссинджера, Гельмута Шмидта и даже Михаила Горбачёва. Простите, но именно я впервые ввёл его в обращение. Думаю, это случилось летом 1987 г., когда я был корреспондентом „The Daily Telegraph“ (Лондон) и „The Sunday Telegraph“ в Москве (1986—1989)… На самом деле я раньше слышал мысль, выраженную в довольно похожей форме, от женщины (не журналистки), случайно оказавшейся зимбабвийкой, и, вероятно, я переиначил это выражение».
Между тем, известно, что ещё в 1973 году французский историк искусства и журналист Пьер Дэ в своей книге «Что я знаю о Солженицыне» (Ce que je sais de Soljenitsyne) привёл якобы произнесенную Пьером Куртадом фразу о том, что СССР — это «Конго с термоядерными ракетами». При этом сравнение именно с Конго вряд ли случайно, поскольку в 1970-е году в Народной Республике Конго был военный диктаторский режим, пытавшийся строить социализм по советскому образцу.